# A.J. Johnson
Akeem Jamaal "A.J." Johnson, född 1 december 2004 i Fresno i Kalifornien, är en amerikansk professionell basketspelare (PG/SG) som spelar för Washington Wizards i National Basketball Association (NBA). Han har tidigare spelat för Milwaukee Bucks.
Johnson har också spelat som proffs i Australien.
Han draftades av Milwaukee Bucks i första rundan i 2024 års draft som 23:e spelare totalt.